# Leyland Hippo
Il Leyland Hippo (ippopotamo) era un grosso autocarro inglese da 10 tonnellate con trazione 6x4, prodotto in Gran Bretagna. Sebbene basato su di un modello anteguerra, nella versione militare è apparso solo nel 1944. Era un eccellente veicolo da trasporto dotato di una grande autonomia e capace di trasportare fino a 10 tonnellate. Era simile agli autocarri moderni, con un motore sistemato sotto alla cabina e un grande vano da carico posteriore.

## Sviluppo
Tra il 1939 ed il 1940 le forze armate britanniche ricevettero 330 Leyland Hippo Mk.I, conosciuti anche come WSW17. Questa versione era stata realizzata adattando alle esigenze militari la versione destinata all'utilizzo civile. La principale differenza era costituita dalla adozione della versione militare della cabina e della carrozzeria aperta. Il Leyland Hippo Mk.II era un autocarro da trasporto pesante per usi generici utilizzato dalla RAF e dal British Army durante le fasi finali della seconda guerra mondiale e negli anni immediatamente successivi alla fine di questo conflitto.. Aveva una cabina in acciaio completamente chiusa ed era disponibile in una grande varietà di allestimenti, compresa una camera oscura per lo sviluppo delle foto. Negli anni ottanta ve ne erano ancora in servizio.
Se la versione precedente era stata realizzata utilizzando come base un veicolo destinato al mercato civile, l'Hippo Mk.II era un nuovo progetto della Leyland che venne sviluppato come risultato della pianificazione per il futuro sbarco sul continente europeo. In questa fase si era giunti alla conclusione che un veicolo che avesse una capacità di trasporto di 10 ton avrebbe offerto considerevoli vantaggi logistici rispetto all'utilizzo di veicoli di portata minore. Nel 1943 la Leyland iniziò i lavori di progettazione di questo nuovo veicolo mentre la produzione iniziò verso la fine del 1944. Per questo motivo l'Hippo Mk.II non giunse in tempo per essere impiegato durante lo sbarco in Normandia ma alla fine del conflitto in Europa erano entrati in servizio circa 1.000 Hippo Mk.II. Questi veicoli furono utilizzati dalla RAF e dall'esercito britannico durante gli anni '50.
L'Hippo Mk.II era un autocarro a tre assi con trazione 6x4. Il motore era un diesel sei cilindri in linea da 100 hp (75 kW) prodotto dalla stessa Leyland. La trasmissione era dotata di un cambio a cinque marce con una trasmissione ausiliaria a due rapporti. L'Hippo Mk.II era dotato di una cabina chiusa dotata di finestrini che si potevano abbassare. La parte superiore della cabina poteva essere rimossa in modo da ridurre l'altezza totale del veicolo quando doveva essere trasportato. La versione Mk.II era dotata di due ruote singole sugli assi posteriori della stessa sezione di quelle montate sull'asse anteriore mentre la successiva versione Mk.IIA aveva su questi assi delle ruote gemellate che però erano più strette di quelle montate sull'asse anteriore. Questi veicoli erano quindi dotati di ruote di scorta differenti per l'asse anteriore e quello posteriore. Per gli impieghi generali il veicolo era dotato di una carrozzeria da un telaio in acciaio con tavole in legno che inglobavano anche i passaruota in modo da ridurre l'altezza del piano di carico, soluzione importante in quanto quasi sempre il veicolo veniva caricato e scaricato a mano. Archi di acciaio e una copertura in tela proteggevano il carico dagli agenti atmosferici e, se necessario, dall'osservazione del nemico. Su alcuni Hippo Mk.II vennero montati anche dei caravan, anche di tipo estensibile che permettevano di avere una superficie maggiore estendendo i lati e la parte posteriore. I veicoli di questo tipo potevano essere uniti tra di loro per formare un'area di lavoro ampia e stabile. Dopo la fine della guerra venne anche realizzata una versione cisterna con capacità di 9.000 l (2000 galloni imperiali) utilizzata per il rifornimento.

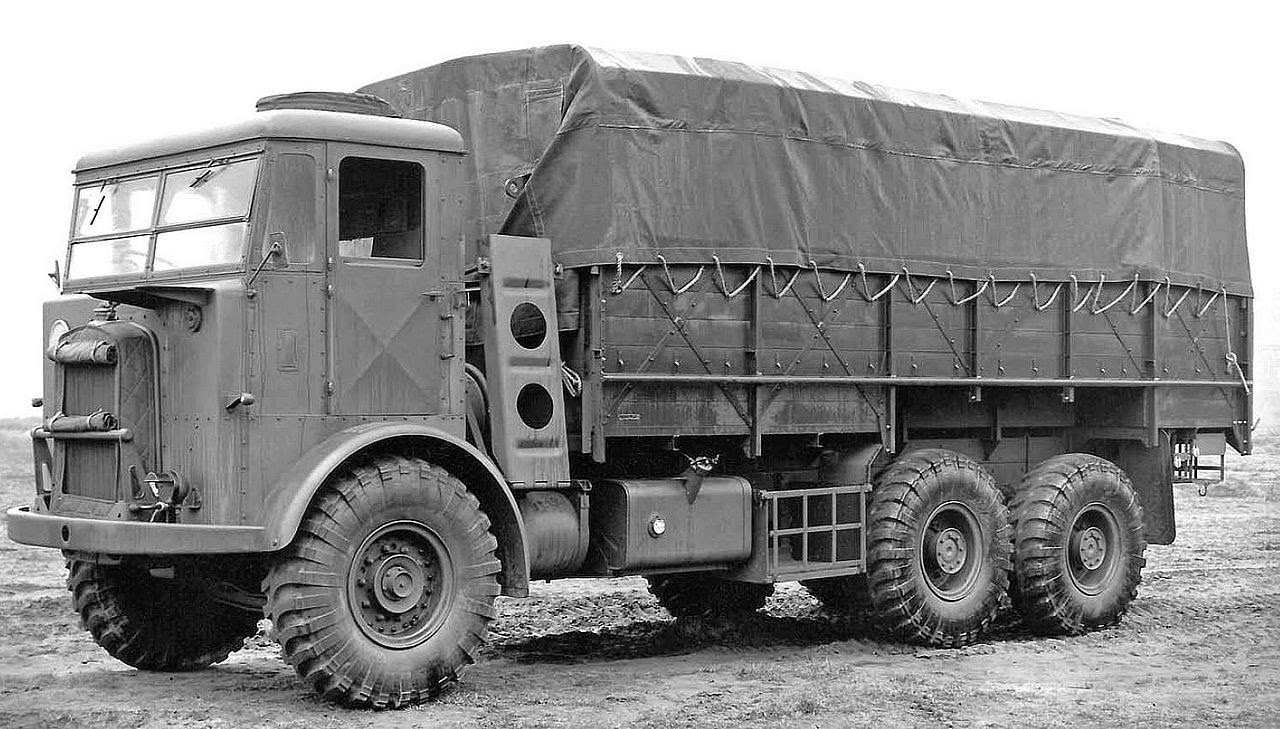
Il Leyland Hippo Mk.II